# 75-я стрелковая бригада (2-го формирования)
Не следует путать с 75-й стрелковой бригадой формирования 1941 года
75-я стрелковая бригада, воинское формирование вооружённых сил СССР в Великой Отечественной войне.

## История
Бригада формировалась в Омске и Омской области летом 1942 года, являлась добровольческой. Сформирована на основании Постановления Омского обкома ВКП(б) № 223 «О формировании Сталинской добровольческой отдельной стрелковой бригады омичей-сибиряков». Понятие «добровольческая» в известной степени является преувеличением: по крайней мере 1200 человек из состава бригады являлись так называемыми в переписке НКВД «спецдобровольцами», а именно спецпереселенцами и прочим «классово чуждым элементом».
Строго говоря, является 75-й стрелковой бригадой 2-го формирования, поскольку осенью 1941 года была сформирована 75-я отдельная стрелковая бригада, вскоре переименованная в морскую.
В действующей армии с 05.10.1942 по 26.04.1943 года.
16.09.1942 отправилась эшелоном в Подмосковье, где доукомплектовалась, оттуда к 06.10.1942 года — переброшена к станции Селижарово, где выгрузилась.
Совершила 170-километровый пеший марш от мест выгрузки к позициям в район западнее Белого. личный состав был совершенно истощён. Заняла исходные позиции только к середине ноября 1942 года, некоторое время отдыхала.
25.11.1942 года перешла в наступление южнее города Белый, находясь на правом, ближе к центру, фланге ударной группы армии (правее из состава корпуса была 74-я стрелковая бригада). При поддержке 4-го танкового полка 35-й механизированной бригады перешла в наступление, легко прорвала первую полосу обороны противника, фактически уничтоженную советской артиллерией. Преодолев по льду реку Вишенка, бригада попала под сильный огонь неприятеля. К утру 26.11.1942 года авангарды бригады были у разъезда Цицино. Затем бригада вышла к реке Нача, вела атаку вдоль неё, в начале декабря форсировала реку, перерезала дорогу Белый-Владимирское, вела тяжёлые бои и несла потери, потом вела тяжёлые малоуспешные наступательные бои к юго-востоку от Семенцово. После перегруппировки заняла оборону южнее города Белый, с целью обеспечения фланга советского наступления. После немецкого прорыва 07.12.1942 года отступала на запад, оборудуя поэтапно новые оборонительные позиции, в окружение не попала.
По немецким оценкам, потери бригады в операции составили 80-90 % личного состава.
После операции бригада была выведена в резерв, где пополнялась и доукомплектовывалась.
В январе-феврале 1943 года вела бои близ города Локня, в марте 1943 года участвует в освобождении Белого.
26.04.1943 обращена на формирование 65-й гвардейской стрелковой дивизии

## Полное название
- 75-я стрелковая бригада

также 
- 75-я Омская стрелковая бригада

## Подчинение
| Дата            | Фронт (округ)            | Армия      | Корпус                | Примечания |
| --------------- | ------------------------ | ---------- | --------------------- | ---------- |
| 01.08.1942 года | Сибирский военный округ  | -          | -                     | -          |
| 01.09.1942 года | Сибирский военный округ  | -          | 6-й стрелковый корпус | -          |
| 01.10.1942 года | Московский военный округ | -          | 6-й стрелковый корпус | -          |
| 01.11.1942 года | Калининский фронт        | 22-я армия | 6-й стрелковый корпус | -          |
| 01.12.1942 года | Калининский фронт        | 41-я армия | 6-й стрелковый корпус | -          |
| 01.01.1943 года | Калининский фронт        | 41-я армия | 6-й стрелковый корпус | -          |
| 01.02.1943 года | Калининский фронт        | 41-я армия | 6-й стрелковый корпус | -          |
| 01.03.1943 года | Калининский фронт        | 41-я армия | -                     | -          |
| 01.04.1943 года | Калининский фронт        | -          | 6-й стрелковый корпус | -          |

## Командиры
- Виноградов, Александр Ефимович,  полковник.

## Память
- Улица 75-й гвардейской бригады в Омске
- Стела на той же улице
- Школьный музей школы № 41 г. Омска.

## Внешние ссылки
- Справочник
- Перечень № 7 управлений бригад всех родов войск, входивших в состав действующей армии в годы Великой Отечественной войны 1941—1945 (недоступная ссылка)